# Revista Universitas
Universitas-XXI, es una revista científica bilingüe publicada por la Universidad Politécnica Salesiana con frecuencia semestral sobre ciencias sociales y ciencias humanas y sus áreas transdisciplinares: sociología, politología y comunicación.

## Ubicación
La revista Universitas-XXI es parte de la Edición General de la Universidad Politécnica Salesiana situada en la ciudad de Cuenca Ecuador.

## Historia
Universitas-XXI es publicada por primera vez en el año 2002 con una periodicidad semestral ininterrumpida, su objetivo declarado es “promover y difundir la publicación de textos científicos, inéditos y previamente evaluados por pares, de carácter e interés actuales”. A mediados del año 2021 el nombre de la revista Universitas cambió a Universitas-XXI.
(ISSN impreso 1390-3837 / ISSN electrónico 1390-8634). 

## Gestión
La revista utiliza un sistema de evaluación por pares expertos externos en double blind review y el sistema de administración de revistas científicas Open Journal System 3.0 donde el autor puede observar el flujo de trabajo editorial de su artículo.
Utiliza normas de publicación de la American Psychological Association (APA) y todos los artículos han sido identificados con un doi. 

## Proceso editorial
Editorial Abya Yala es la organización que gestiona la corrección de originales, maquetación y publicación impresa de la revista Universitas.
Los artículos de la revista se presentan en diferentes formatos pdf, ePub y html y a través de la plataforma del sistema Redalyc además en formatos de visualización específicos para teléfonos móviles y tabletas.
Se encuentra indexada en los siguientes índices académicos: Web of Science, Scielo Ecuador, Latindex , Redalyc y Directory of Open Access Journals, MIAR, Dialnet entre otros.

## Política de acceso abierto
Declara una política de acceso abierto publicada en Sherpa/Romeo con código azul que permite el archivo del pdf post print, tiene una licencia de Creative Commons 4.0: Attribution Non-Commercial Share Alike License.